# 용인시의 마을버스
용인시의 마을버스는 경기도 용인시를 중심으로 운행하는 소규모 대중교통으로, 13개의 운수업체가 운영하고 있다.

## 운임
용인시의 마을버스 요금 체계는 경기도의 버스요금 체계를 따르나 독자적인 요금이 적용된다.
2019년 11월 23일 기준이다.
| 종류 | 나이                                 | 카드 (원) | 현금 (원) |
| ---- | ------------------------------------ | --------- | --------- |
| 마을 | 어른 (일반, 만 19세 이상)            | 1,350     | 1,400     |
| 마을 | 청소년 (중·고등학생, 만 13세 ~ 18세) | 950       | 1,000     |
| 마을 | 어린이 (초등학생, 만 7세 ~ 12세)     | 680       | 700       |

## 노선 목록
| 노선 번호 | 운행업체          | 운행구간                             | 운행구간 | 운행구간                      | 경유지 | 배차 간격 (분) | 비고                                                                   |
| --------- | ----------------- | ------------------------------------ | -------- | ----------------------------- | --- | -------------- | ---------------------------------------------------------------------- |
| 1         | 상현운수          | 광교웰빙타운                         | ↔        | 죽전역                        | 서수지IC, 성복자이1차, 성복동행정복지센터, 이마트 수지점, 풍덕천2동주민센터, 수지구청 | 8~9            |                                                                        |
| 1-1       | 상현운수          | 광교웰빙타운                         | ↔        | 죽전역                        | 서수지IC, 성복힐스테이트3차, 성복동행정복지센터, 이마트 수지점, 풍덕천2동 행정복지센터, 수지구청 | 26~27          |                                                                        |
| 2-1       | 상현운수          | 상현동LG자이                         | ↔        | 죽전역                        | 만현마을, 상현2동주민센터, 지역난방공사, 신정마을, 수지구청 | 11             |                                                                        |
| 5         | 상현운수          | 상현파출소                           | ↔        | 미금역                        | 서원고등학교, 아이파크, 만현마을, 상현2동 행정복지센터, 지역난방공사, 풍덕천2동행정복지센터, 수지구청, 현대아파트, 수지고등학교, 한국물류센타, 동천역                                                              | 7~8            |                                                                        |
| 5-1       | 상현운수          | 머내                                 | ↔        | 수지구청역                    | 동천역, 수지래미안이스트파크, 수지삼성1차 | 20             |                                                                        |
| 5         | 경남여객          | 공설운동장                           | ↔        | 용인시청                      | 용인터미널, 송담대학교, 용마초교, 용인정보산업고, 고진, 포브스병원, 용인시장, 처인구청, 김량장역, 명지대역, 용인대입구→삼가동→용인시청                                                                             | 20~30          |                                                                        |
| 5-3 5-4   | 경남여객          | 공설운동장                           | → ←      | 공설운동장 (마성3리)          | 버드실, 마성3리, 지장실, 용인시청, 명지대역 | 1회            | 09:15 16:45                                                            |
| 11        | 수성교통          | 죽전역                               | ↔        | 미금역                        | 롯데마트 수지점, 성원아파트, 풍덕천2동 행정복지센터, 수지구청, 현대아파트, 수지고등학교, 동천동 현대홈타운, 머내                                                                                                   | 5~8            |                                                                        |
| 14        | 수성교통          | 고기동                               | ↔        | 미금역                        | 동원2통, 동천초등학교, 벽산아파트, 원천마을푸르지오 | 30             |                                                                        |
| 14-1      | 수성교통          | 고기동                               | ↔        | 죽전역                        | 동원2통, 동천초등학교, 벽산아파트, 동천동 현대홈타운, 수지고등학교, 현대아파트, 수지구청 | 60             |                                                                        |
| 14-2      | 수성교통          | 고기동                               | ↔        | 동천역                        | 동원2통, 동천초등학교, 벽산아파트 | 60             |                                                                        |
| 14-3      | 수성교통          | 광교산체육공원                       | ↔        | 낙생저수지                    | 바라산입구, 고기초등학교 | 60             |                                                                        |
| 14-4      | 수성교통          | 동천자이                             | ↔        | 동천역                        | |                |                                                                        |
| 15        | 수성교통          | 서수지IC                             | ↔        | 미금역                        | 신봉고교, LG빌리지5차, 이마트 수지점, 정평, 수지구청, 수지고등학교, 동천동 현대홈타운, 머내 | 6~7            |                                                                        |
| 15-1      | 수성교통          | 신봉동 광교산입구                    | ↔        | 죽전역                        | 신봉고교, LG빌리지5차, 이마트 수지점, 정평, 수지구청역, 죽전역, 죽전자이2차, 보정동장례식장 | 8~10           |                                                                        |
| 15-2      | 수성교통          | 신봉동 광교산입구                    | ↔        | 죽전역                        | 신봉고교, 신봉자이, 이마트 수지점, 정평, 수지구청 | 7~9            |                                                                        |
| 15-3      | 수성교통          | 수지프라자                           | ↔        | 서홍마을                      | 수지구청역, 정평, 이마트 수지점 | 40             |                                                                        |
| 15-4      | 수성교통          | 죽전자이2차                          | ↔        | 죽전역                        | |                |                                                                        |
| 16        | 상현운수          | 서수지IC                             | ↔        | 미금역                        | 성동마을, 성복동 행정복지센터, 정평, 풍덕천2동행정복지센터, 수지구청, 수지고등학교, 동천동 현대홈타운, 머내 | 15             |                                                                        |
| 17        | 용인교통          | 삼막골                               | ↔        | 기흥구청                      | 역말, 신역동, 기흥우방아이유쉘, 상미마을, 기흥역 |                |                                                                        |
| 17        | 수성교통          | 미금역                               | ↔        | 동천역                        | 머내, 벽산아파트, 동문굿모닝힐, 래미안이스트팰리스 | 9              |                                                                        |
| 17-1      | 수성교통          | 손골                                 | ↔        | 죽전역                        | 염광의원, 동문굿모닝힐, 머내, 동천역, 수지고등학교, 수지구청 | 30             |                                                                        |
| 18        | 용인교통          | 영통역                               | ↔        | 기흥구청                      | 경희대학교, 청명호수마을, 청현마을, 신갈오거리, 기흥역 | 20~40          |                                                                        |
| 19        | 용인교통          | 보정대림아파트                       | ↔        | 오리역                        | 솔뫼 현대홈타운, 죽전역, 죽전패션타운 | 20             |                                                                        |
| 20        | 연원교통          | 삼거마을래미안                       | ↔        | 죽전역                        | 이마트 구성점, 보정역 | 10             |                                                                        |
| 20-1      | 연원교통          | 마북동주민센터                       | ↔        | 기흥역                        | 성원아파트, 구성중고교, 연원마을입구, 면허시험장, 신갈역, 기흥구청 | 40~60          | 첫차 3회: 연원마을성원아파트 출발, 구성역 경유                         |
| 20-2      | 연원교통          | 구성역                               | ↔        | 삼거마을래미안                | 연원마을입구 | 10~15          |                                                                        |
| 21        | 마북운수          | 동백역                               | ↔        | 기흥구청                      | 이마트 동백점, 법화터널, 한국미술관, 구성동주민센터, 구성삼거리, 신갈역 | 20             |                                                                        |
| 21-1      | 마북운수          | 구성자이3차                          | ↔        | 구성역                        | 구성동주민센터, 구성삼거리, 연원마을 | 30             |                                                                        |
| 22        | 한비운수          | 미금역                               | ↔        | 내대지마을5단지               | 오리역, 죽전패션타운, 죽전역, 죽전도서관 | 10~12          |                                                                        |
| 23        | 연원교통          | 연원마을성원아파트                   | ↔        | 미금역                        | 이마트 구성점, 보정역, 죽전패션타운, 오리역 | 12~13          |                                                                        |
| 23-1      | 연원교통          | 연원마을성원아파트                   | ↔        | 죽전역                        | 구성역, 구성중고교, 보정역 | 30             | 평일 출퇴근 시간대 연원마을성원아파트-구성역 셔틀 운행 (23-2번과 동일) |
| 23-2      | 연원교통          | 연원마을                             | ↔        | 구성역                        | | 10~15          |                                                                        |
| 24        | 죽전운수          | 죽전역                               | ↔        | 단국대학교                    | 보정동주민센터, 꽃메마을(1~4) | 6~7            | 단국대학교내 진입                                                      |
| 25        | 죽전운수          | 단국대학교                           | ↔        | 미금역                        | 대일초교, 길훈아파트, 죽전패션타운, 오리역 | 9~10           |                                                                        |
| 25-1      | 한비운수          | 보정역                               | ↔        | 단국대학교                    | 보정동주민센터→ 꽃메마을4단지→ 성현마을(1,3)→ 단국대학교→ 독정초교 | -              |                                                                        |
| 26        | 마북운수          | 한국미술관                           | ↔        | 미금역                        | 구성동행정복지센터, 구성역, 보정역, 죽전패션타운, 오리역 | 7~9            |                                                                        |
| 26-1      | 마북운수          | 언동중학교                           | ↔        | 죽전역                        | 구성동행정복지센터, 칼빈대, 마북터널, 대지고등학교 | 20             |                                                                        |
| 26-2      | 마북운수          | 구성역                               | ↔        | 미금역                        | 구성동행정복지센터, 칼빈대, 마북터널, 대지중학교, 벽산아파트, 오리역 | 15             |                                                                        |
| 26-3      | 마북운수          | 언동중학교                           | ↔        | 단국대학교                    | 구성동행정복지센터, 칼빈대, 마북터널 |                |                                                                        |
| 28        | 동백운수          | 써니밸리                             | ↔        | 기흥구청                      | 상하동, 강남마을, 강남대역, 기흥역 | 60             |                                                                        |
| 28-1      | 동백운수          | 청현마을                             | ↔        | 기흥구청 흥덕이마트           | 신갈오거리, 기흥역 흥덕13단지, 흥덕8,9단지 | 80             |                                                                        |
| 28-2      | 동백운수          | 흥덕11,15단지                        | ↔        | 기흥구청                      | 흥덕1단지, 흥덕4단지, 이마트 흥덕점, 흥덕13단지, 신갈오거리, 기흥역 | 12             |                                                                        |
| 28-3      | 동백운수          | 청현마을                             | ↔        | 서천지구 흥덕IT밸리           | 청명호수마을, 경희대학교 흥덕13단지, 흥덕8,9단지, 이마트 흥덕점, 흥덕2단지 | 80             |                                                                        |
| 29        | 한비운수          | 내대지마을                           | ↔        | 보정역                        | 단국대학교, 죽현마을 | 10~15          |                                                                        |
| 29-1      | 한비운수          | 보정역                               | ↔        | 죽전역                        | 루시드애비뉴, 대일초교 |                |                                                                        |
| 30        | 용인교통          | 써니밸리                             | ↔        | 죽전역                        | 지곡동, 한국민속촌, 상갈역, 신갈오거리, 면허시험장, 이마트 구성점, 보정역 | 12~13          |                                                                        |
| 31        | 동백운수          | 청덕중고교                           | ↔        | 동천역                        | 물푸레마을, 법무연수원, 구성역, 보정역, 죽전역 | 10             |                                                                        |
| 31-1      | 동백운수          | 단국대학교                           | ↔        | 초당고등학교                  | 마북터널, 법화터널, 물푸레마을, 동백소방서, 이마트 동백점, 동백역 | 20~30          |                                                                        |
| 32        | 용인교통          | 써니밸리                             | ↔        | 영통역                        | 지곡동, 한국민속촌, 한보라마을, 보라중학교, 신갈저수지, 경희대학교 | 40             |                                                                        |
| 33        | 동백운수          | 기흥역                               | ↔        | 미금역                        | 강남대역, 강남마을(4~8), 어정역, 어정가구단지, 동일하이빌2차, 구성역, 보정역, 죽전패션타운, 오리역 | 15             |                                                                        |
| 33-1      | 동백운수          | 강남마을9단지                        | ↔        | 강남마을1.2단지 이마트 동백점 | 강남마을(8~3) 어정역 | 50             |                                                                        |
| 33-2      | 동백운수          | 기흥역                               | ↔        | 동백세브란스병원 동백역       | 강남대역 어정역 | 30             |                                                                        |
| 34        | 동백운수          | 청덕마을광도와이드빌                 | ↔        | 오리역                        | 동일하이빌2차, 이마트 구성점, 보정역, 죽전패션타운 | 15             |                                                                        |
| 34-1      | 동백운수          | 효성빌라                             | ↔        | 기흥구청                      | 구성삼거리, 운전면허시험장, 신갈역 | 30             |                                                                        |
| 34-2      | 동백운수          | 청덕마을광도와이드빌                 | ↔        | 구성역                        | 동일하이빌2차, 구성삼거리 | 15             |                                                                        |
| 35        | 구성운수          | 오리역                               | ↔        | 초원마을성원아파트            | 죽전패션타운, 보정역, 이마트 구성점, 면허시험장 | 12~13          |                                                                        |
| 35-1      | 구성운수          | 초원마을성원아파트                   | ↔        | 신갈                          | 운전면허시험장, 신갈역→ 기흥구청→ 한성아파트→ 신갈오거리→ 신갈중학교→ 신갈역 | 40             |                                                                        |
| 35-2      | 구성운수          | 초원마을성원아파트                   | ↔        | 신갈오거리                    | 새천년(2,4), 양현마을, 기흥구청, 기흥역 | 13~14          |                                                                        |
| 35-3      | 구성운수          | 초원마을성원아파트                   | ↔        | 신갈역                        | 새천년그린빌 4,2,1,3단지 | 15             |                                                                        |
| 36        | 동백운수          | 강남마을                             | ↔        | 오리역                        | 강남대역, 기흥역, 기흥구청, 양현마을, 새천년4단지, 면허시험장, 경기도여성능력개발센터, 구성역, 보정역 | 20             |                                                                        |
| 38        | 용인교통          | 고매동                               | ↔        | 수지구청                      | 공세동, 한보라단지, 한국민속촌, 상갈역, 신갈오거리, 구갈초등학교, 신갈역, 성호샤인힐즈, 이현마을 | 60             |                                                                        |
| 38-1      | 용인교통          | 대주피오레                           | ↔        | 기흥구청                      | 코스트코, 한보라이마트, 보라중학교, 한국민속촌, 상갈역, 경기도박물관, 기흥역 | 40             |                                                                        |
| 39        | 한비운수          | 미금역                               | ↔        | 현암마을                      | 오리역, 현인마을, 대지중학교, 죽전힐스테이트, 단국대학교, 중앙공원, 반도유보라 |                |                                                                        |
| 39-1      | 한비운수          | 미금역                               | ↔        | 단국대학교                    | 오리역, 대지중학교, 죽전힐스테이트, 내대지마을 |                |                                                                        |
| 39-2      | 한비운수          | 죽전디지털밸리                       | ↔        | 죽전역                        | 현암고등학교, 죽전힐스테이트 | 20             |                                                                        |
| 40        | 한비운수          | 도담마을                             | ↔        | 죽전역                        | 반도유보라, 단국대학교, 중앙공원 | 10             |                                                                        |
| 49        | 죽전운수          | 죽전자이2차                          | ↔        | 죽전역                        | 포스홈타운, 보정역 | 12             |                                                                        |
| 50        | 죽전운수          | 미금역                               | ↔        | 죽전자이2차                   | 오리역, 죽전패션타운, 보정동 행정복지센터, 보정고등학교, 동아솔레시티 | 12             |                                                                        |
| 51        | 용인교통          | 공세벽산블루밍아파트                 | ↔        | 기흥역                        | 한보라마을, 한국민속촌, 상갈역, 경기도박물관 |                |                                                                        |
| 51-1      | 용인교통          | 골드CC                               | ↔        | 신갈역                        | 코리아퍼블릭, 신한연수원, 공세동, 보라중학교, 상갈역 입구, 신갈오거리, 현대홈타운→ 신갈역→ 기흥구청 | 40             |                                                                        |
| 52        | 용인교통          | 골드CC                               | ↔        | 영통역                        | 코리아퍼블릭, 신한연수원, 공세동, 신갈저수지, 경희대학교 | 80             |                                                                        |
| 53        | 용인교통          | 서천동                               | ↔        | 기흥구청                      | 서천지구, 경희대학교, 신갈저수지, 상갈역, 신갈오거리, 기흥역 | 45             |                                                                        |
| 54        | 용인교통          | 지곡리                               | ↔        | 기흥구청                      | 지곡동, 한국민속촌, 상갈역, 경기도박물관, 기흥역 | 30             |                                                                        |
| 55        | 용인교통          | 서천동                               | ↔        | 영통역                        | 서천지구, 서그내, 영일중학교 | 20             |                                                                        |
| 56        | 용인교통          | 대명태영아파트                       | ↔        | 죽전역                        | 상미마을, 삼막곡 | 30             |                                                                        |
| 57        | 한비운수          | 보정역                               | ↔        | 능원리                        | 죽전역, 도담마을, 내대지마을, 오산리 | 60             |                                                                        |
| 57-1      | 한비운수          | 수지구청                             | ↔        | 동림리                        | 죽전역, 현암마을, 내대지마을, 오산리입구, 능원리 | 40             |                                                                        |
| 57-2      | 한비운수          | 보정역                               | ↔        | 능원리                        | 중앙공원, 단국대학교, 내대지마을, 오산리입구, 레이크사이드CC | 60             |                                                                        |
| 58        | 용인교통          | 보정대림아파트                       | →        | 보정대림아파트                | 솔뫼현대홈타운, 정평, 수지구청, 죽전역, 보정역 | 30             |                                                                        |
| 58-1      | 용인교통          | 죽전역                               | ↔        | 흥덕11, 15단지                | 신수로, 흥덕13단지, 흥덕중학교, 흥덕1단지, 흥덕8,9단지 | 20             |                                                                        |
| 58-2      | 용인교통          | 보정대림아파트                       | ↔        | 수지구청역                    | 솔뫼현대홈타운, 정평 | 20~40          |                                                                        |
| 59        | 한비운수          | 수지구청                             | ↔        | 보정대림아파트                | 죽전역, 도담마을, 죽전힐스테이트, 내대지마을, 반도유보라→ 현대4차→ 단국대학교 | 10             |                                                                        |
| 59-1      | 한비운수          | 오리역                               | ↔        | 수지구청                      | 벽산아파트, 죽전중고교, 죽전역 | 30             |                                                                        |
| 80        | 동백운수          | 상하동                               | ↔        | 오리역                        | 강남마을, 강남대역, 기흥역, 신갈역, 면허시험장, 경기도여성능력개발센터, 연원마을, 보정역, 동성아파트 | 18             |                                                                        |
| 80-1      | 동백운수          | 상하동                               | ↔        | 이마트 동백점                 | 지석역, 어정역 | 15             |                                                                        |
| 80-2      | 동백운수          | 영일암                               | ↔        | 이마트 동백점                 | 상하동, 주봉전원마을, 지석역, 어정역 | 60             |                                                                        |
| 82        | 상현운수          | 서수지IC                             | ↔        | 죽전역                        | 성복힐스테이트, 성복동 행정복지센터, 상현교차로, 아이파크, 정평, 풍덕천2동 행정복지센터, 수지구청 | 12             |                                                                        |
| 82-1      | 상현운수          | 상현파출소                           | ↔        | 죽전역                        | 상현중학교, 아이파크, 정평, 풍덕천2동행정복지센터, 수지구청, 현대아파트, 수지고등학교, 한국물류센타, 동천역 | 20             |                                                                        |
| 88        | 수성교통 상현운수 | 성복역                               | ↔        | 성복역                        | 성동마을, 성복자이, 성복고, 신봉고, 신봉마을자이, 이마트 | 30~40          |                                                                        |
| 99        | 상현운수          | 상현동성당                           | ↔        | 독바위                        | 광교40단지, 상현고, 광교중앙역 | 40             |                                                                        |
| 501       | 동백운수          | 동백역                               | ↔        | 동백역                        | 어정역.어정초교.동백아이파크, 중일초등학교, 호수마을.자연앤데시앙.월드메르디앙, 계룡리슈빌, 주공3단지, 백현고등학교.한라비발디, 세종그랑시아2단지 타운하우스, 백현마을 롯데캐슬, 동백도서관, 어은목마을.대원칸타빌 | 45~95          |                                                                        |
| 502       | 마북운수          | 마북동(마북동.현대연수원.한국미술관) | ↔        | 구성역                        | 정광.쌍용아파트.코롱연구소, 구성성당.구성자이3차아파트 | 60             |                                                                        |
| 801       | 상현운수          | 상현역                               | ↔        | 상현역                        | 서봉숲속공원, 레이크포레, 원희캐슬프라자, 아이파크10단지, 성복역, LG빌리지, 포레나광교상현 | 50             |                                                                        |
| 810       | 승진여객          | 초당고등학교                         | ↔        | 미금역                        | 초당마을, 어은목마을, 동백소방서, 백현중고교, 호수마을, 법화터널, 마북터널, 꽃메마을, 독정초교, 죽현교차로, 동성아파트, 오리역                                                                                     | 5~7            |                                                                        |
| 810-1     | 승진여객          | 참솔마을                             | ↔        | 기흥구청                      | 초당초중교,용인 세브란스 병원, 이마트 동백점, 어정역, 지석역, 강남대역, 기흥역 | 8~9            |                                                                        |
| 810-2     | 승진여객          | 초당고등학교                         | ↔        | 구성역                        | 초당마을, 어은목마을, 동백동 행정복지센터, 동백소방서, 백현중고교, 동백중학교, 호수마을, 청덕중고교 | 12~23          |                                                                        |